# Carretera de Nebraska 79
La Carretera de Nebraska 79, y abreviada NE 79 (en inglés: Nebraska Highway 79) es una carretera estatal estadounidense ubicada en el estado de Nebraska. La carretera inicia en el Sur desde la US 34  noroeste de Lincoln hacia el Norte en la NE 91  en Snyder. La carretera tiene una longitud de 97 km (60.28 mi).

## Mantenimiento
Al igual que las autopistas interestatales, y las rutas federales y el resto de carreteras estatales, la Carretera de Nebraska 79 es administrada y mantenida por el Departamento de Carreteras de Nebraska por sus siglas en inglés NDOR.

## Cruces
La Carretera de Nebraska 79 es atravesada principalmente por la  NE 92  oeste de Weston
 US 30  en North Bend.